# 鮑德溫 (愛荷華州)
鮑德溫（英語：Baldwin）是美国艾奥瓦州傑克遜縣下轄的一个城市。2010年人口统计为109人。